# Star Trek Continues
Star Trek Continues è una webserie di fantascienza ambientata nell'universo di Star Trek interamente girata e prodotta dai fan e distribuita su Internet.

## Episodi
| Stagione       | Episodi | Prima TV originale | Prima TV Italia |
| -------------- | ------- | ------------------ | --------------- |
| Prima stagione | 11      | 2012               | 2017            |

## Personaggi

### Personaggi principali
La maggioranza degli attori di Star Trek Continues sono sconosciuti nel mondo cinematografico, ma come il resto della squadra li unisce la stima per Star Trek.
- James T. Kirk, interpretato da Vic Mignogna: capitano e comandante dell'astronave USS Enterprise.
- Spock, interpretato da Todd Haberkorn: ufficiale scienziato e vicecomandante; è l'unico membro dell'equipaggio regolare ad essere vulcaniano.
- Leonard McCoy, interpretato da Larry Nemecek negli episodi 1 e 2, da Chuck Huber dall'episodio 3 in poi: ufficiale medico capo dell'astronave.
- Montgomery Scott, interpretato da, Chris Doohan: capo ingegnere dell'astronave.
- Nyota Uhura, interpretata da Kim Stinger: ufficiale addetto alle comunicazioni.
- Hikaru Sulu, interpretato da Grant Imahara: ufficiale timoniere.
- Pavel Chekov, interpretato da Wyatt Lenhart: sottufficiale timoniere.
- Dottoressa Elise McKennah, interpretata da Michele Specht: prima Consigliera della Flotta Stellare su un'astronave.
- William Drake, interpretato da Steven Dengler: ufficiale a capo della sicurezza.
- Palmer, interpretato da Cat Roberts: membro dell'equipaggio.
- Infermiera Burke, interpretata da Liz Wagner: infermiera dell'astronave.

### Guest star
- Marina Sirtis, come Voce del computer, in Pilgrim of Eternity, The White Iris, Embracing the Winds, To Boldly Go I e To Boldly Go II. Sirtis ha interpretato Deanna Troi in Star Trek: The Next Generation, Star Trek: Voyager (tre episodi), Star Trek: Enterprise (un episodio), Star Trek: Picard (un episodio) e quattro film.
- Michael Forest, come Apollo, in Pilgrim of Eternity. Forest ha interpretato Apollo nell'episodio Dominati da Apollo della serie originale.
- Doug Drexler, come Paladino, in Pilgrim of Eternity. Drexler è probabilmente meglio conosciuto col suo lavoro come artista di effetti visuali premiati in Star Trek, Battlestar Galactica e Defiance. Drexler contribuisce anche agli effetti visuali di Star Trek Continues.
- Lou Ferrigno, come Zaminhon, in Lolani. Ferrigno interpretò l'Hulk della famosa serie televisiva.
- Fiona Vroom, come Lolani, la ragazza Orionana, in Lolani.
- Matthew Ewald, come Kenway, in Lolani. Interpreta un membro dell'equipaggio dell'Enterprise.
- Daniel Logan, come guardiamarina Tongaroa, in Lolani. Ha interpretato il piccolo Boba Fett in Star Wars: Episodio II - L'attacco dei cloni.
- Erin Gray, come commodoro Gray, in Lolani e Embracing the Winds.
- Michael Dorn, come Voce del computer, in Fairest Of Them All. Dorn ha interpretato il tenente Worf in Star Trek: The Next Generation, Star Trek: Deep Space Nine e quattro film.
- Bobby Clark, come leader del Consiglio Tharn, in Fairest Of Them All. Clark ha interpretato un capitano Gorn nell'episodio Arena della serie originale e ha interpretato anche la guardia di Chekov nell'episodio Specchio, specchio sempre della serie originale.
- Kipleigh Brown, come Barbara Smith, in Fairest Of Them All, The White Iris, Come Not Between the Dragons, Still Treads the Shadow, What Ships Are For, To Boldly Go I e To Boldly Go II. È apparsa in un episodio di Star Trek: Enterprise.
- Bobby Quinn Rice, come Tripulante, in Fairest Of Them All. Ha interpretato il nipote del capitano Kirk, Peter Kirk, in Phase II; ha interpretato il tenente Ro Nevin nella serie online Star Trek: Hidden Frontier e appare in altre serie da fan distribuite su Internet.
- Asia Di Marchi, come Marlena Moreau, in Fairest Of Them All. Interpreta il ruolo anteriormente interpretato dalla giovane Barbara Luna.
- Colin Baker, come Anfidamante, in The White Iris. Interpreta il primo ministro sul pianeta Calcis. Baker è noto soprattutto per aver interpretato la sesta incarnazione del Dottore nella serie Doctor Who dal 1984 al 1986.
- Adrienne Wilkinson, come Edith Keeler, in The White Iris.
- Tiffany Brouwer, come Miramanee, in The White Iris. Miramanee è la nativa americana che apparve nell'episodio Il paradiso perduto della serie originale.
- Gabriela Fresquez, come Rayna, in The White Iris. Ha interpretato l'androide Rayna Kapec nell'episodio Requiem per Matusalemme della serie originale.
- Nakia Burrise, come Nakia, in The White Iris.
- Sarai Duenas, come la figlia di Miramanee, in The White Iris.
- Martin Bradford, come il dottor M'Benga, in Divided We Stand e To Boldly Go I.
- Scotty Whitehurst, come Billy, in Divided We Stand.
- Greg Dykstra, come il dottor Heath, in Divided We Stand. Dykstra lavora scultore e animatore per la Pixar.
- Blaque Fowler, come soldato veterano, in Divided We Stand.
- Gigi Edgley, come Eliza Taylor, in Come Not Between the Dragons. Edgley ebbe un ruolo in Farscape.
- Damian Beurer, come la creatura aliena Usdi, in Come Not Between the Dragons.
- Eugene "Rod" Roddenberry Jr., come un membro dell'equipaggio, in Come Not Between the Dragons. Il figlio di Gene Roddenberry fa un'apparizione speciale come membro dell'equipaggio sulla plancia dell'Enterprise. Non è accreditato.
- Clare Kramer, come Diana L. Garrett, in Embracing the Winds. Comandante destinata al porto spaziale della Terra e aspirante al posto di capitano dell'USS Hood.
- Beau Billingslea, come Stomm, in Embracing the Winds. Viceammiraglio vulcaniano appartenente al Comando Spaziale della Flotta Stellare.
- John Champion, come Hadley, in Embracing the Winds. Ufficiale della plancia dell'USS Enterprise.
- Mary Czerwinski, come Follet, in Embracing the Winds. Ufficiale scientifico dell'USS Enterprise.
- Kyle Hebert, come l'ambasciatore tellarita, in Embracing the Winds.
- Rekha Sharma, come Avi Samara, in Still Treads the Shadow. Interpreta una ingegnere specialista nella ricerca di sistemi di gravitazione. L'attrice è conosciuta dai suoi ruoli in The 100, V, Battlestar Galactica e Smallville.
- John de Lancie, come Galisti, in What Ships Are For. De Lancie ha interpretato il personaggio ricorrente Q che appare nelle serie Star Trek: The Next Generation, Star Trek: Deep Space Nine e Star Trek: Voyager.
- Elizabeth Maxwell, come Sekara, in What Ships Are For. Sperimentata attrice di doppiaggio e di televisione. Distaccano i suoi lavori nei videogiochi The Legend of Zelda: Breath of the Wild e Ghost in the Shell: Arise.
- Lex Lang, come Kestric, in What Ships Are For. Attore, musicista, produttore e direttore di doppiaggio. Ha dato la sua voce a personaggi come Ian Solo, Batman, Dottor Destino, Poe Dameron, Dr. Neo Cortex e più.
- Sandy Fox, come Calliah, in What Ships Are For. Attrice di doppiaggio, cantante e produttrice. È la voce di Betty Boop dal 1991. Ha dato la sua voce a molti personaggi in I Simpson, Futurama, Sailor Moon e molte altre produzioni.
- Anne Lockhart, come Thaius, in What Ships Are For. Conosciuta dal suo ruolo come la tenente Sheba in Battlestar Galactica (1978).
- Mark Rolston, come l'ammiraglio McGuinness, in What Ships Are For. Attore con molta esperienza, conosciuto dai suoi lavori in Aliens - Scontro finale, RoboCop 2, X-Files, Angel, Supernatural, Babylon 5 o Arma Letale 2.
- Jim Gleason, come Tomiat, in What Ships Are For. Prolifico attore che ha sviluppato quasi tutta la sua gara interpretando personaggi in serie di televisione dagli anni 1990.
- April Hebert, come l'ammiraglio Thesp, in To Boldly Go I. Ha interpretato vari personaggi in Star Trek: The Experience in Las Vegas.
- Cas Anvar, come Sentek, in To Boldly Go I e To Boldly Go II. Conosciuto dal suo lavoro in The Expanse e The Strain.
- Nicola Bryant, come Lana, in To Boldly Go I e To Boldly Go II. Conosciuta dal suo ruolo di Peri Brown come una compagna del Dottore in Doctor Who.
- Amy Rydell, come la comandante romulana Charvanek, in To Boldly Go I e To Boldly Go II. Figlia di Joanne Linville, attrice che ha interpretato originalmente la comandante romulana nell'episodio Incidente all'Enterprise della terza stagione della serie originale.
- Mark Meer, come Tal, in To Boldly Go I e To Boldly Go II. Attore e sceneggiatore conosciuto dalla saga di videogiochi Mass Effect.
- Andy Holt, come l'ammiraglio Nogura, in To Boldly Go II.

## Produzione
La serie è stata ideata da Vic Mignogna nel 2012 ed è pensata come una prosecuzione della serie originale Star Trek (1966-1969), iniziando nel quarto e penultimo anno della "missione quinquennale" della nave stellare Enterprise. Il primo episodio della serie fu distribuito nel 2013, e la serie è costituita da undici episodi e tre cortometraggi. Star Trek Continues è prodotta da Far From Home, LLC e DracoGen Strategic Investments, in associazione con Farragut Films.
Come tutte le produzioni realizzate dai fan di Star Trek, l'uso delle proprietà con diritti d'autore e marchio registrato della serie originale fu permesso a patto che la produzione fosse senza fini di lucro. Una parte dei fondi necessari per produrre gli episodi è stata raccolta con una campagna di successo di Kickstarter, alla quale contribuirono quasi tremila sostenitori.

## Accoglienza
La webserie è stata accolta molto positivamente dai critici, che elogiarono la qualità della produzione indicando che la serie ha stabilito un nuovo standard per le produzioni dai fan di Star Trek.

## Riconoscimenti
Premio Geekie
- 2014 - Migliore webserie